# Giebelbach
Giebelbach (mundartlich: dsom Giblbach) ist ein Gemeindeteil der bayerisch-schwäbischen Großen Kreisstadt Lindau (Bodensee).

## Geografie
Der Weiler liegt circa einen Kilometer nordwestlich der Lindauer Insel unmittelbar am Bodenseeufer. Die Ortschaft liegt zwischen den Stadtteilen Aeschach und Bad Schachen und wird mittlerweile als verbunden mit Aeschach angesehen. Nördlich von Giebelbach verlaufen die Bahnstrecken Buchloe–Lindau und Friedrichshafen–Lindau.

## Ortsname
Der Ortsname stammt entweder vom mittelhochdeutschen Wort gibel für Giebel oder vom mittelhochdeutschen Flurnamen Gibel für Form der Erhebung, »Schädel, Kopf«. Der Ortsname bedeutet (Siedlung am) Bach bei einer giebelförmigen Erhebung oder Flur.

## Geschichte
Giebelbach wurde erstmals im Jahr 1287 mit einer Wiese zu Gibelbach erwähnt. Im Jahr 1626 wurden drei Häuser im Ort gezählt. Im Jahr 1837 dann zwei Häuser. Der Ort gehörte einst zu den Gemeinden Aeschach und Hoyren und wurde am 1. Februar 1922 nach Lindau eingemeindet.

## Persönlichkeiten
- Jakob von Washington (1778–1848), niederländisch-bayrischer Generalleutnant, lebte in Giebelbach[3]
- Maximilian Emanuel von Washington (1829–1903), bayerisch-österreichischer Landwirt und Politiker, geboren in Giebelbach[4]